# Frédéric Fréry
Frédéric Fréry, né le 5 décembre 1966 à Paris, est enseignant-chercheur dans le domaine de la stratégie d'entreprise, du management et de l'innovation,.
Il est professeur à l’ESCP et à CentraleSupélec.

## Biographie
Frédéric Fréry est diplômé de l'ESCP, titulaire d’un mastère spécialisé technologie et management de l'École centrale Paris en 1990, d'un diplôme d'études approfondies, d'un doctorat ès sciences de gestion et du diplôme d’habilitation à diriger des recherches (HDR) de l’université Panthéon-Sorbonne. Il a été Visiting Scholar à l'université Stanford et Visiting Professor à l'université du Texas à Austin. Il a aussi enseigné à l'université Lomonossov de Moscou et à l'Institut de technologie et d'études supérieures de Monterrey au Mexique.
Il a écrit ou participé à plusieurs dizaines d'ouvrages sur la stratégie, le management et l'innovation, dont le manuel Stratégique (avec Richard Whittington, Duncan Angwin, Patrick Regnér, Gerry Johnson et Kevan Scholes, actuellement à sa 13e édition), et 100 Idées impertinentes pour mieux manager, le premier ouvrage original en français publié par la Harvard Business Review, qui a été intégralement republié dans un numéro hors série de la Harvard Business Review France. Il a notamment préfacé les éditions françaises d'ouvrages de Henry Mintzberg et de Gary Hamel. Il a également publié des articles dans des revues telles que la MIT Sloan Management Review, la Revue française de gestion (pour laquelle il a co-dirigé en 2012 un dossier spécial consacré aux écosystèmes d'affaires), la Harvard Business Review France et Gérer et Comprendre. Il a été vice-président de l’association internationale de management stratégique de 2001 à 2007, président du comité d’organisation de la conférence 2002 et membre du comité scientifique des conférences de 1999 à 2007.
En tant que professeur à l’ESCP, il reçoit le Prix de l’excellence pédagogique 2009. Il dirige le programme Full-Time MBA de 2001 à 2005, le programme Executive MBA de 2010 à 2015 et le programme Global Executive PhD depuis 2021. Il est titulaire de la chaire KPMG/ESCP gouvernance, stratégie, risques et performance de 2007 à 2015, à la suite de quoi il devient fellow de l'Institute for Corporate Governance en 2023. Il siège au conseil d'administration de l’ESCP de 2018 à 2022.
En 2011, il est nommé professeur à CentraleSupélec à titre honorifique. Il y assure le cours de stratégie dans la filière Métiers d’analyse et d’aide à la décision.
De 1994 à 2006, il dirige le tronc commun des enseignements de gestion à l'ENSAM.

## Recherche
Les travaux de recherche de Frédéric Fréry portent essentiellement sur les stratégies d'externalisation, l'innovation stratégique (avec notamment la notion de technologies éternellement émergentes), l'agilité, les dimensions fondamentales de la stratégie et l'utilisation stratégique de ressources ordinaires.

### Les stratégies d'externalisation, le management 2.0 et l'uberisation
À la suite de sa thèse de doctorat en sciences de gestion soutenue en 1994, Frédéric Fréry publie une série d'articles et de chapitres d'ouvrages sur les stratégies d'externalisation en développant la notion d'entreprise virtuelle, c'est-à-dire une entreprise qui externalise l'essentiel de son activité auprès de prestataires externes. Ces travaux mobilisent notamment ceux de Ronald Coase et Oliver Williamson consacrés aux coûts de transaction, mais en s'inscrivant dans une perspective de management stratégique et non d'économie. 
Dès 1994, dans une communication intitulée Et si l'entreprise n'était qu'un épisode de l'histoire ? présentée lors des 12e Journées des IAE à Montpellier, Frédéric Fréry envisage que, du fait des progrès des technologies de l'information, les entreprises intégrées pourraient être remplacées par des transactions entre des prestataires indépendants. Dans la deuxième moitié des années 2010, cette réflexion débouche sur ses travaux consacrés à l'ubérisation.
En 1999, Frédéric Fréry publie un ouvrage sur Benetton, entreprise qui fait l'objet d'une analyse dans sa thèse de doctorat et qu'il présente comme un archétype d'entreprise virtuelle. Une deuxième édition de cet ouvrage est publiée en 2003. Ce travail sur Benetton vaut à Frédéric Fréry d'être fréquemment interviewé par les médias économiques,.
En 2001, dans un article de la Revue française de gestion, Frédéric Fréry présente les trois principaux avantages d'une entreprise virtuelle par rapport à une entreprise intégrée classique :
1. Les coûts fixes sont remplacés par des coûts variables, d'où un abaissement du seuil de rentabilité et une plus grande adaptabilité ;
2. Les coûts indirects sont remplacés par des coûts directs, d'où une plus grande lisibilité ;
3. Le droit du travail est remplacé par le droit commercial, d'où une plus grande flexibilité.

Cependant, l'entreprise virtuelle souffre d'un inconvénient majeur : la difficulté du contrôle des prestataires externes. Pour répondre à cette limite, Frédéric Fréry propose trois formes d'intégration alternatives à l'intégration capitalistique classique :
1. L'intégration logistique : contrôle des transactions au sein du réseau ;
2. L'intégration médiatique : contrôle de la marque qui ajoute l'essentiel de la valeur aux offres ;
3. L'intégration culturelle : contrôle par le fait que le réseau se déploie au sein d'une communauté existante.

En 2010, Frédéric Fréry poursuit ses travaux sur les entreprises virtuelles par la notion de management 2.0, puis à partir de 2015 les relie à celle d'ubérisation de l'entreprise, présentée comme une forme d'externalisation maximale.

### Les technologies éternellement émergentes
En 1993, Frédéric Fréry commence à travailler sur le management de l'innovation avec la publication, avec Joël Broustail, d'un ouvrage intitulé Le Management stratégique de l'innovation.
En 2000, dans un chapitre d'ouvrage, il propose la notion de technologies éternellement émergentes, c'est-à-dire des technologies dont on anticipe éternellement le succès, alors que celui-ci ne se concrétise jamais. Selon Frédéric Fréry, l'exemple emblématique de technologie éternellement émergente est la voiture électrique. Toujours en 2000, Frédéric Fréry présente la notion de technologie éternellement émergente lors d'une conférence en l'Association internationale de management stratégique.
En 2009, Frédéric Fréry actualise ses recherches sur les technologies éternellement émergentes lors d'une présentation au séminaire de recherche « Management de l’innovation : théories et pratiques » de la Chaire Management de l’Innovation de l'École Polytechnique,.

### L'agilité
En 1997, dans le cadre de son séjour comme professeur visitant à l'université du Texas à Austin, Frédéric Fréry contribue à importer en France la notion de management agile. Il définit l'agilité comme « la capacité à maintenir la compétitivité des entreprises alors que la turbulence de leur environnement dépasse leur vitesse d’adaptation traditionnelle. »
En 2009, dans un article publié dans l'Expansion Management Review, Frédéric Fréry définit l'agilité comme une des postures envisageables face à l'incertitude.

### Les dimensions fondamentales de la stratégie d'entreprise
En 2006, dans un article publié par la MIT Sloan Management Review, les dimensions fondamentales de la stratégie, Frédéric Fréry propose de résumer la stratégie d'entreprise par trois dimensions fondamentales, qui forment le modèle VIP :
1. Valeur (quel est notre modèle économique ?) ;
2. Imitation (quel est notre avantage concurrentiel ?) ;
3. Périmètre (quel est notre périmètre d'activité ?).

Par la suite, Frédéric Fréry reprend et développe ce modèle dans les éditions successives de son manuel Stratégique.

### Les stratégies mobilisant des ressources ordinaires
En 2015, dans un article publié par la MIT Sloan Management Review, Frédéric Fréry, Xavier Lecocq et Vanessa Warnier soulignent l'intérêt stratégique des ressources ordinaires. La théorie de la ressource, notamment développée par Jay Barney, postule que l'avantage concurrentiel doit reposer sur la maîtrise de ressources stratégiques. Or, certaines entreprises, comme Uber, Airbnb ou McDonald's, préfèrent mobiliser des ressources ordinaires : particuliers équipés d'un véhicule, locaux disponibles, personnel peu qualifié, etc. La mutualisation de ces ressources ordinaires, notamment au moyen de plateformes numériques, permet de concurrencer les ressources stratégiques.
Cet article fait suite à une communication présentée lors de la 19e Conférence Internationale de Management Stratégique à Luxembourg en juin 2010 et à un article publié dans la Revue française de gestion en 2012.

## Autres activités
Frédéric Fréry est expert auprès de l'Association progrès du management depuis 2000.
Il est conférencier auprès de nombreuses entreprises et associations professionnelles et intervient fréquemment dans les médias économiques,,,.
Il est l'auteur de nombreuses  vidéos consacrées à des questions de stratégie, de management et d'innovation, disponibles sur la plateforme Xerfi canal.
Il est expert auprès de l'Institut i7 pour l'innovation et la compétitivité.

## Publications

### Ouvrages
- Stratégique, 13e édition, avec Richard Whittington, Duncan Angwin, Patrick Regnér, Gerry Johnson et Kevan Scholes, Pearson, 2023 ; 12e édition en 2020 ; 11e édition en 2017 ; 10e édition en 2014 ; 9e édition en 2011 ; 8e édition en 2009 ; 7e édition en 2006[3]. Ouvrage  labellisé par le Collège de Labellisation de la  FNEGE dans la catégorie Manuel Enseignement Supérieur en 2021.
- 100 Idées impertinentes pour mieux manager, Harvard Business Review/Prisma, 2020[4]. Ouvrage  labellisé par le Collège de Labellisation de la  FNEGE dans la catégorie Essai en 2022.
- Réussir une externalisation, adaptation de Smarter Outsourcing de J.-L. Bravard et R. Morgan, Pearson, 2007.
- Réussir une acquisition, adaptation de Acquisition essentials de D. Rankine et P. Howson, Pearson, 2006.
- Manuel de gestion, avec A. Dayan, A. Burlaud, S. Macé, C. Simon et C. Thibierge, 2e édition, Ellipses, 2004 ; 1re édition en 1999.
- Perspectives en management stratégique, avec H. Laroche, P. Joffre et O. Saulpic, Éditions EMS, 2003.
- Les 7 familles de l'assurance, avec D. Cordier, Vuibert, 2003.
- Conduire le diagnostic global d'une unité industrielle, avec V. Lerville Anger, A. Gazengel, B. Quinio, A. Ollivier et J. Eymeri, Éditions d'organisation, 2001.
- Benetton ou l'entreprise virtuelle, 2e édition, Vuibert, 2003, 1re édition en 1999[12].
- Le Management stratégique de l'innovation, avec J. Broustail, Dalloz, 1993[15].

### Chapitres d’ouvrages
- « Des plateformes numériques aux IA génératives : quand les technologies bousculent les modèles de management », dans P. Bunkanwanicha, R. Coeurderoy, D. Battaglia, L. Blascos Arcas, P. Chamakiotis, A. Lanteri, Y. Meiller et S. Ben Slimane (ed.), New Technologies: the future of individuals, organisations, and society, ESCP Impact Papers, 2023 (lire en ligne), p.110–115.
- « L'Innovation stratégique », F. Tannery, J.-P. Denis, T. Hafsi et A.-C. Martinet (eds), Encyclopédie de la stratégie, Éditions EMS, 2e édition, 2022, 1re édition Vuibert, 2014, p. 821–831.
- « N'arrêtons pas le progrès », dans P. Bunkanwanicha, R. Coeurderoy, J. Pérez Luque, S. Schmid et S. Ben Slimane (ed.), Better Business: Creating Sustainable Value, ESCP Impact Papers, 2022 (lire en ligne), p.220–224.
- « Pourquoi payer pour faire une école de commerce ? », O. Mamavi et R. Zerbib (ed.), Transformation digitale et enseignement supérieur, EMS, 2021, p. 133–141.
- « Préface », Collectif, Faire face à l'inconnu, Harvard Business Review France, 2021, p. 4–5.
- « Le changement climatique est un défi technologique », dans P. Bunkanwanicha, F. Lüdeke-Freunde, K. Razmdoost et S. Ben Slimane (ed.), Better Business: Creating Sustainable Value, ESCP Impact Papers, 2021 (lire en ligne), p.305-310.

### Articles
- « Rémunérations des grands patrons, les raisons d’une explosion », The Conversation,‎ 2023 (lire en ligne).
- « 100 idées impertinentes pour mieux manager », Harvard Business Review France, intégralité du numéro hors série spécial 100e anniversaire, octobre-novembre 2022, 130 pages[5].
- « What Will Management Look Like in the Next 100 Years? », Harvard Business Review,‎ 2022 (lire en ligne).
- « Le management face au dérèglement climatique », Harvard Business Review France,‎ 2022 (lire en ligne).

### Cahiers de recherche
- Guide méthodologique de conduite d’un diagnostic opérationnel global d’une unité industrielle, (en collaboration), Cahiers de la Recherche de l’ESCP, n°98/140, 1998.
- Le management de la technologie dans les espaces intégrés, Intégration économique et management : analyse comparée Union européenne / Mercosur, UADE-ESCP, janvier 1997.
- L’organisation des chaînes spécialisées du secteur textile/habillement, (direction de P.-F. Le Louët), Cahiers de la Recherche de l’ESCP, n°97/49, 1997, 98 p. Prix du meilleur rapport ESCP 1997.
- Les radiocommunications avec les mobiles, analyse du secteur, exemples d’applications, (direction de L. Blain) Cahiers de la Recherche de l’ESCP, n°94/02, 1994.
- Petite Épistémologie de la Systémique Chaotique, Cahiers de la Recherche de l’ESCP, n°93/114, 1993.
- Systèmes Experts et Stratégies de Pouvoir, Cahiers de la Recherche de l’ESCP, n°89/99, 1989, Prix du meilleur rapport ESCP 1989.

### Communications
- Le management stratégique en France : chronique d'un déclin annoncé ?, 26e Conférence Internationale de Management Stratégique, Lyon, juin 2017.
- Is Strategy Bullshit?, 24e Conférence Internationale de Management Stratégique, Paris, juin 2015.
- Crafting and Implementing a Business Strategy for Creating the next Generation Global Enterprises, 14th Conference of the National HRD Network, Gurgaon (Inde), décembre 2010.
- Les capacités répulsives, 19e Conférence Internationale de Management Stratégique, Luxembourg, juin 2010.
- Les écosystèmes d’affaires : intérêt et limites dans le champ du management stratégique, 19e Conférence Internationale de Management Stratégique, Luxembourg, juin 2010.

### Cas
- De MNH à MNH group : une reconfiguration stratégique, avec Bernard Bussière, Centrale de Cas et de Médias Pédagogiques, 2017.
- De Beers: Monopolies are not Forever, Centrale de Cas et de Médias Pédagogiques, 2008.
- The Fast-Track Scooter, Centrale de Cas et de Médias Pédagogiques, 2001.

### Podcasts
- « Quelques idées impertinentes sur le management », Kindness for Business,‎ janvier 2022 (lire en ligne).
- « Facebook Metavers : tout comprendre au projet (fou) de Zuckerberg », Monde numérique,‎ octobre 2021 (lire en ligne).
- « L'entreprise à mission, l'alibi du sens ? », L'Écho des Arènes,‎ octobre 2021 (lire en ligne).